# Carl Anton Dietrich
Carl Anton Martin Dietrich (* 18. Oktober 1787 in Donauwörth; † 16. Juli 1826 in Thierhaupten) war ein bayerischer Bierbrauer, Gutsbesitzer und Politiker.
Dietrich wurde als Sohn des Donauwörther Bürgermeister und Gastwirts Andreas Dietrich (1756–1828) geboren, der im April 1803 die Klostergebäude des Benediktinerklosters Thierhaupten erworben hatte. Carl Anton übernahm diese als Gut Thierhaupten.
Neben seiner Tätigkeit als Bierbrauer und als Major der Nationalgarde war Dietrich auch politisch tätig. Er gehörte der bayerischen Kammer der Abgeordneten von 1819 bis 1825 an. 